# David Carter (Golfspieler)
David Carter (* 16. Juni 1972 in Johannesburg) ist ein englischer Berufsgolfer der European Tour.

## Werdegang
Carter wurde 1989 Berufsgolfer. Nach einigen erfolglosen Versuchen gewann er die Tour School und qualifizierte sich für die European Tour der Saison 1995.
Im März 1997 brach er in einem Hotel in Dubai zusammen und verdankt sein Leben nur einer sofortigen Notoperation am Gehirn.
Seine Rückkehr 1998 verlief eindrucksvoll: er gewann die angesehenen Murphy’s Irish Open im Stechen gegen den schottischen Ausnahmegolfer Colin Montgomerie und beendete die Saison als 19. der European Tour Order of Merit. Im selben Jahr siegte Carter mit Nick Faldo für England beim World Cup.
Seither ist er zwar sieglos geblieben, hat aber seine volle Spielberechtigung bei der großen europäischen Turnierserie bis 2007 behaupten können.
David Carter ist verheiratet, hat ein Kind und lebt seit 2008 in Prag.

## European Tour Siege
- 1998 Murphy’s Irish Open

## Andere Turniersiege
- 1996 Indian PGA Championship

## Teilnahmen an Teambewerben
- Alfred Dunhill Cup (für England): 1998
- World Cup (für England): 1998 (Sieger)

## Weblink
- Spielerprofil bei der European Tour (englisch)

| Personendaten    | Personendaten           |
| ---------------- | ----------------------- |
| NAME             | Carter, David           |
| KURZBESCHREIBUNG | englischer Berufsgolfer |
| GEBURTSDATUM     | 16. Juni 1972           |
| GEBURTSORT       | Johannesburg, Südafrika |